# I-36
I-36 — підводний човен Імперського флоту Японії, який брав участь у Другій світовій війні.

## Загальні відомості
Корабель належав до типу B1 (він же клас I-15), представники якого мали великі розміри (їх надводна водотоннажність перевищувала підводний показник океанських підводних човнів США) та могли нести розвідувальний літак або, після переобладнання, мінісубмарину для диверсійних операцій.
I-36 завершили у вересні 1942-го та включили до флотилії підводних човнів Куре, у складі якої він два з половиною місяці провадив навчання.

## Логістичні рейси в Меланезії
15 грудня 1942-го корабель включили до складу 15-ї дивізії підводних човнів. 18—28 грудня I-36 здійснив перехід з Куре до атола Трук (центральна частина Каролінських островів), на якому ще до війни створили потужну базу японського ВМФ. На той час на сході Соломонових островів підходила до завершення багатомісячна битва за острів Гуадалканал, японський гарнізон якого опинився у складній логістичній ситуації, що змусило залучати до постачання підводні човни. Як наслідок, I-36 майже не затримався на Труці та 18—31 грудня здійснив перехід до якірної стоянки Шортленд (прикрита групою невеликих островів Шортленд акваторія біля південного завершення острова Бугенвіль, де зазвичай відстоювались бойові кораблі та перевалювались вантажі для відправлення їх далі на схід Соломонових островів). 1—5 та 6—10 січня 1943-го I-36 здійснив два вдалі транспортні рейси із продовольством до Гуадалканалу (крім того, у другому рейсі він евакуював 39 військовослужбовців).
10—11 січня 1943-го човен пройшов з Шортленду до Рабаула — головної передової бази на острові Нова Британія в архіпелазі Бісмарка, з якої здійснювались операції на Соломонових островах та сході Нової Гвінеї. Тепер його завданням стало постачання японських військ на Новій Гвінеї в районі Буна-Гона, які так само перебували у важкому становищі через вплив союзників на їхні транспортні комунікації. 14—18 та 22—27 січня і 3—7 лютого I-36 здійснив три вдалі походи з вантажами для Буни, при цьому також вдалось евакуювати 47, 39 та 40 осіб відповідно.
14 лютого 1943-го човен вирушив до Лае (на північний захід від Буни у глибині затоки Хуон), який ще поки безпосередньо не став ціллю для атаки союзників, проте вже відчував логістичні проблеми. Надвечір 16 лютого I-36 вивантажив у пункті призначення 45 тонн припасів, прийняв на борт 90 військовослужбовців та відплив. Невдовзі після опівночі в районі дещо менш ніж за сотню миль від Лае японці помітили два невеликі кораблі, ідентифіковані як ворожі торпедні катери. Втім, I-36 вчасно занурився та уникнув пошкоджень від скинутих глибинних бомб, а 18 лютого прибув до Рабаула. 20—24 лютого човен провів другий рейс до Лае, під час якого доправив 40 тонн припасів та вивіз 72 особи.
25—27 лютого 1943-го I-36 прямував на Трук, а 2—7 березня перейшов у метрополію до Йокосуки, де став на ремонт. 6 квітня 1943-го човен вирушив назад на Трук, проте майже одразу потрапив у сильний шторм, під час якого не зміг перезарядити батареї та зануритись. В якийсь момент хвиля залила машинне відділення, проте I-36 все-таки зміг 8 квітня повернутись до Йокосуки, де знову узялись за ремонтні роботи.

## Походи до Алеутських островів
У середині травня 1943-го на тлі початку американської операції проти острова Атту (західна частина Алеутського архіпелагу) I-36 призначили для дій у складі Північних сил. 7—13 червня човен здійснив перехід до острова Парамушир (північ Курильського архіпелагу), а 15 числа вирушив звідси у транспортний рейс до острова Киски, що лежить за три сотні кілометрів на схід від вже захопленого американцями Атту. При цьому I-36 вів на буксирі транспортний занурюваний контейнер «Ункато» (в такому могли перевозити до 377 тонн вантажу), проте невдовзі він був втрачений у штормовому морі. 17 червня човен ледь не вискочив на риф південніше від острова Булдир (між Атту та Кискою), а за кілька діб дістав наказ перервати місію. 25 червня I-36 прибув на Парамушир.
Тим часом японське командування підготувало рейд загону надводних кораблів задля евакуації гарнізону Киски. У межах цієх операції човен вирушив 2 липня 1943-го з Парамуширу, маючи нарешті наказ на бойове патрулювання в районі на схід та північ від зазначеного острова. 28 липня гарнізон успішно зняли з Киски, а невдовзі I-36 повернувся на Парамушир, звідки пройшов 6—10 серпня на ремонт до Йокосуки.

## Розвідка Гаваїв
8 вересня 1943-го I-36 полишив Йокосуку та попрямував до центральної частини Тихого океану із завданням провести повітряну розвідку Перл-Гарбору. 19 вересня човен прибув в район острова Ніїхау (біля двох з половиною сотень кілометрів на захід від головної бази американського Тихоокеанського флоту), де був невдовзі виявлений радаром, але зміг вчасно зануритись завдяки встановленому детектору радарного опромінювання. Надалі спроби сплисти на поверхню для запуску літака також переривались попередженням про роботу ворожих радарів, тому I-36 рушив у район на південний захід від острова Гаваї. Втім, і тут не вдалось розпочати виконання головного завдання, яке вирішили відкласти до настання найбільш сприятливої місячної фази.
Нарешті, на світанку 16 жовтня 1943-го човен, який перебував вже у районі за дві сотні кілометрів на південний захід від Оаху, запустив свій літак. Останній на підльоті до острова був виявлений та освітлений прожекторами, а тому не зміг провести розвідку відповідно до первісного плану. Втім, пілоти відправили радіоповідомлення для I-36, в якому повідомлялось про виявлення 4 лінкорів, 4 авіаносців, а також крейсерів та есмінців. У наступні кілька годин човен намагався знайти свій літак в обумовленому для повернення районі, проте ці проби виявились невдалими.
По завершенні основного завдання I-36 вирушив на атол Кваджелейн (японська база на Маршаллових островах), при цьому 19 жовтня 1943-го він виявив ворожий конвой із 6 танкерів, який так само прямував у південно-західному напрямку. Сам I-36 відігнали від конвою есмінці охорони, проте за результатами отриманого про це повідомлення японське командування спрямувало на перехоплення 4 інші підводні човни. Втім, жодному з них так і не вдалось досягнути якихось успіхів.
1 листопада 1943-го I-36 випустив 13 снарядів із своєї палубної гармати по острову Кантон (Абариринга, лежить за три тисячі кілометрів на південний захід від Оаху та дещо менш ніж за дві тисячі кілометрів на південний схід від Тарави у архіпелазі Гілберта), намагаючись поцілити споруджений тут американцями військовий аеродром, а 7 листопада прибув на Кваджелейн. 9—12 листопада I-36 пройшов на Трук.

## Нові логістичні завдання у Меланезії
На Труці човен перебував більш як місяць. За цей час союзники заволоділи ворожими опорними пунктами в архіпелазі Гілберта, причому японці втратили кілька підводних човнів при спробі протидіяти цьому. Втім, наступним завданням I-36 став перехід до Рабаулу, що здійснили 21—24 грудня 1943-го.
28 грудня 1943 — 2 січня 1944 човен здійснив транспортний рейс до північного узбережжя Нової Гвінеї, при цьому під час розвантаження в повітрі з'явились ворожі бомбардувальники, проте I-36 вчасно занурився, а після зникнення загрози сплив та завершив передачу припасів.
Планувалось продовження логістичних рейсів, проте огляд корпусу показав істотні проблеми, через що 5—16 січня 1944-го човен здійснив перехід з Рабаулу до Сасебо, де став на ремонт.

## Походи до Східної Мікронезії
26 березня 1944-го I-36 вийшов у похід із завданням провести повітряну розвідку атола Маджуро (тут після січневої операції «Флінтлок» американці організували велику базу та якірну стоянку), а також діяти на ворожих комунікаціях на схід від Маршаллових островів. За кілька діб по тому командування Тихоокеанського флоту США, що отримало дешифровані дані про розгортання групи японських підводних човнів між Гаваями та Мікронезією, відрядило групу ескортного авіаносця «Алтамаха» для протидії ворожим планам.
Невдовзі після опівдня 14 квітня 1944-го з I-36 виявили «Алтамаха» та розпочали переслідування. Надвечір наступної доби човен зміг наблизитись на дистанцію у 2 км (подальшому зближенню завадив один із кораблів ескорту, який різко розвернувся в напрямку субмарини) та дав залп із шести торпед. Втім, спостерігачі на авіаносці в підсумку помітили загрозу й «Алтамаха» екстрено довернув, так що дві торпеди пройшли за менш ніж за кільсот метрів від авіаносця й паралельно його новому курсу. При цьому на зануреному I-36 чули два вибухи, тому командир японського корабля доповів про потоплення авіаносця.
22 квітня 1944-го літак з I-36 здійснив розвідувальний політ над атолом Маджуро, за результатами якого надіслав радіограму про виявлення тут 11 авіаносців та 3 лінкорів. Сам літак не зміг при поверненні зустрітись із своїм човном, а тому із настанням ранку був знищений, щоб запобігти виявленню ворогом.
30 квітня 1944-го I-36 був атакований патрульними літаками та отримав невеликі пошкодження, а 9 травня човен прибув до Куре.
У Японії I-36 взяв участь у тренуваннях із використання диверсійного танку-амфібії «Ка-Цу», який за задумом конструкторів мав долати по суходолу зовнішнє кільце атола, а потім знову входити у воду та атакувати ворожі кораблі у внутрішній лагуні торпедою. Втім, практичні випробування показали недоліки цієї конструкції та змусили відкласти заплановану атаку на якірну стоянку Маджуро, яку незадовго до того розвідав I-36. Натомість човен здійснив 19 червня — 16 липня 1944-го круговий рейс на Трук, база на якому ще у лютому була розгромлена внаслідок потужного рейду американського авіаносного з'єднання та наразі фактично перебувала у блокаді. I-36 доставив на Трук пальне та амуніцію і вивіз звідти 86 пасажирів.

## Атака на Уліті
У вересні 1944-го I-36 переобладнали у носій чотирьох керованих торпед «кайтен», для чого довелось зняти палубну гармату.
8 листопада 1944-го I-36 разом зі ще двома човнами, що несли «кайтени», вирушив із Внутрішнього Японського моря для атаки на стоянки ворожих кораблів на заході Каролінських островів (тут американці висадились ще у вересні). Для I-36 та I-47 за ціль обрали якірну стоянку на атолі Уліті, який лежить приблизно посередині між Гуамом та Палау.
16 листопада 1944-го розвідувальний літак, що вилетів з Труку, доповів про наявність у лагуні Уліті кількох авіаносців та лінкорів, не рахуючи численних менших кораблів та суден. 19 листопада I-36 досягнув району біля проходу Мугай (веде до внутрішньої частини атола Уліті зі сходу) та невдовзі після опівночі сплив для запуску двох кайтенів, перехід до яких екіпажів у підводному положенні був неможливим. Далі човен занурився та спробував запустити інші два кайтени, сполучені з внутрішнім простором I-36 спеціальними трубами, проте це вдалось лише у одному випадку. Щоб визволити пілота з останнього кайтену човен знову сплив на поверхню, де був атакований двома літаками. Втім, I-36 зміг зануритись та не отримати пошкоджень. В результаті нападу на Уліті вдалось потопити танкер, проте цей успіх, ймовірно, належить пілоту з I-47.
30 листопада 1944-го I-36 повернувся до Куре, де став готуватись до наступної подібної місії (японці помилково вважали, що атака на Уліті призвела до потоплення 3 авіаносців та 2 лінкорів).

## Другий похід до Уліті
30 грудня 1944-го I-36 полишив Японію та попрямував до Уліті (всього наприкінці грудня наказ на атаки кайтенами проти п'ять локацій дістали шість підводних човнів).
11 січня 1945-го човен наблизився до призначеного йому атола. Спершу він сів на риф, проте зумів звільнитись і за кілька годин по опівночі запустив усі чотири кайтени. Один кайтен помітили вже в лагуні з патрульного літака та знищили глибинними бомбами, втім, двом іншим самогубцям вдалось атакувати ворожі судна. У результаті вдалось потопити десантне судно LCI-600 та завдати пошкодження судну для перевезення амуніції «Мазама» (проходило тимчасовий ремонт на Уліті до початку березня, потім перейшло на верф у Сан-Франциско та змогло повернутись до виконання завдань на початку липня).
21 січня 1945-го I-36 повернувся до Куре.
2 березня 1945-го I-36 вирушив у море із завданням провести атаку кайтенами на ворожі сили, що вели операцію проти острова Іводзіма, проте за кілька діб його відкликали і 10 березня човен прибув до Куре. Тут з нього зняли ангар для літаків та катапульту, що дозволило збільшити кількість кайтенів до шести.

## Похід до Окінави
22 квітня 1945-го I-36 вирушив у море із завданням діяти на схід від острова Окінава, який за три тижні до того атакували ворожі сили.
27 квітня 1945-го в районі за п'ять сотень кілометрів на південний схід від Окінави човен зустрів конвой десантних і транспортних суден, для атак на який запустив чотири кайтени (щодо ще двох ця операція не вдалась). Останнім, втім, не вдалось досягнути якихось успіхів.
30 квітня 1945-го I-36 повернувся в метрополію до порту Хікарі.

## Похід до Маріанських островів
4 червня 1945-го човен вирушив з бази для дій у районі на схід від Маріанських островів.
22 червня 1945-го поблизу острова Сайпан I-36 зустрів допоміжне судно американського ВМФ, яке йшло самостійно, та спробував запустити два кайтени, проте це не вдалось через технічні несправності. Залп із чотирьох звичайних торпед також не приніс успіху, оскільки вони вибухнули передчасно, що завдало цілі лише незначні пошкодження.
28 червня 1945-го вже за тисячу кілометрів на схід від Маріанського архіпелагу човен зустрів чергове одиночне допоміжне судно ВМФ США «Антарес» та запустив кайтен. Втім, з американського корабля помітили його перископ та розпочали маневрування, одночасно обстрілюючи кайтен із гармати, яка в підсумку поцілила торпеду та ліквідувала загрозу. За кілька хвилин по тому на «Антаресі» виявили ще один перископ, цього разу самого I-36, та відкрили вогонь з іншої гармати. В якийсь момент на полі бою з'явився американський есмінець, що прямував на ремонт і отримав заклики «Антареса» про допомогу. Есмінець скинув не менш як сім серій глибинних бомб, вибухи яких призвели до протікання в носовому торпедному відсіку I-36. У відповідь з човна, що перебував на глибині близько 60 метрів, запустили ще два кайтени, які мали атакувати та щонайменше відволікти ворожий корабель. Втім, спостерігачі на есмінці помітили загрозу, після чого корабель розпочав відповідні маневри, а його артилерія вела вогонь по перископах, що в одному з випадків призвело до детонації кайтену. Хоча до місця бою підійшли інші кораблі, проте I-36 у підсумку вдалось вислизнути та попрямувати до метрополії.
9 липня 1945-го при проході через протоку Бунго (розділяє острови Кюсю та Сікоку) I-36 був атакований американським підводним човном «Ганнел», втім, жодна з чотирьох торпед не влучила в ціль.
До 6 серпня 1945-го човен проходив доковий ремонт у Куре, а 11 числа зазнав незначних пошкоджень при обстрілі з повітря. Після капітуляції Японії I-36 потрапив до рук союзників, а 1 квітня 1946-го був затоплений у Східнокитайському морі.

## Бойовий рахунок
| Дата       | Назва   | Тип            | Тоннаж | Місце            |
| 12.01.1945 | LCI-600 | десантне судно | 236    | 10°00'N 139°00'E |